# Hahnia cinerea
Hahnia cinerea es una especie de araña araneomorfa del género Hahnia, familia Hahniidae. Fue descrita científicamente por Emerton en 1890.
Habita en América del Norte.